# 自画自賛 〜大切な君だから〜
『自画自賛 〜大切な君だから〜』（じがじさん たいせつなきみだから）は、JIGGER'S SONのミニアルバム。

## 収録曲
1. お宝〜大切な君だから (アルバム・ヴァージョン)
2. 17才
3. オートバイに乗って
4. オンボロのライフ
5. 流れ星が見える丘
6. 貨物列車
7. 迎えに行くよ